# سوق باب السلسلة
سوق باب السلسلة أحد أسواق الواقعة داخل أسوار البلدة القديمة لمدينة القدس.  سُمي بهذا الاسم نسبة إلى باب السلسلة أحد أبواب المسجد الأقصى، وهو امتداد لهذا الباب. ويوجد بهذا السوق بعض من المعالم الإسلامية مثل: المكتبة الخالدية، و بعض قبور الصالحين، و سبيل باب السلسلة. يمتاز السوق اليوم بمحاله التي تقوم ببيع التحف التقليدية للسواح الأجانب وكما ان هذا السوق يقع بلقرب من المسجد الاقصى.